# 시조필란
시조필란(영어: schizophyllan)은 균류인 치마버섯(Schizophyllum commune)에 의해 생성되는 중성 세포 외 다당류이다. 시조필란은 β-1,6 가지를 가지고 있는 β-1,3 베타-글루칸이다. 시조필란은 시조피란(영어: sizofiran)이라고도 한다.

## 같이 보기
- 탄수화물
- 다당류